# توبياس ليويسكي
توبياس ليويسكي (بالسويدية: Tobias Lewicki)‏ (2 مايو 1993 بالسويد - ) هو لاعب كرة قدم سويدي في مركز الوسط. شارك مع منتخب السويد تحت 17 سنة لكرة القدم ومنتخب السويد تحت 19 سنة لكرة القدم. أما مع النوادي، فقد لعب مع نادي مالمو وIF Limhamn Bunkeflo (men) ‏ ونادي تريليبورج ‏.

## وصلات خارجية
- توبياس ليويسكي على موقع اتحاد السويد (السويدية)
- توبياس ليويسكي على موقع قاعدة بيانات كرة القدم.إي يو (الإنجليزية)
- توبياس ليويسكي على موقع Soccerway.com (الإنجليزية)
- توبياس ليويسكي على موقع AS.com (الإسبانية)